# Tang Yongshu
Tang Yongshu (nascuda el 23 de desembre de 1975) és una jugadora doblista de bàdminton de la Xina.

## Resultats destacats

### Participacions en els Jocs Olímpics
- Jocs Olímpics d'Atlanta - (Xina) - Dobles femenins

Va participar en la modalitat de Dobles Femení al costat de Qin Yiyuan. Es va penjar la medalla de bronze.

### Participacions en els Campionats del Món
- Campionat mundial de bàdminton de 1997 - (Xina) - Dobles femenins

Va participar en la modalitat de Dobles femenins al costat de Qin Yiyuan. Es va penjar la plata després de perdre en la final davant els seus compatriotes Ge Fei i Gu Jun.
- Campionat mundial de bàdminton de 1995 - (Xina) - Dobles femenins

Va participar en la modalitat de Dobles Mixts al costat de Qin Yiyuan. Va guanyar el bronze.